# Turning Point 2008
Turning Point 2008 è stata la quinta edizione del pay-per-view prodotto dalla Total Nonstop Action Wrestling (TNA). L'evento ha avuto luogo il 9 novembre 2010 presso l'Impact Zone di Orlando in Florida.
Nel corso di questo evento ha avuto luogo una Battle royal in stile Lucha Libre vinta da Eric Young.

## Risultati
| #                                                         | Match | Stipulazioni | Durata |
| --------------------------------------------------------- | --- | --- | ------ |
| 1                                                         | Eric Young ha sconfitto Consequences Creed, Doug Williams, Homicide, Jay Lethal, Jimmy Rave, Petey Williams, Sonjay Dutt, Tanahashi e Volador | Ten-Man X Division Elimination Rankings match                                                                                 | 17:00  |
| 2                                                         | Roxxi e Taylor Wilde hanno sconfitto Awesome Kong e Raisha Saeed (con Rhaka Khan)                                                             | Tag team match | 08:00  |
| 3                                                         | Rhino ha sconfitto Sheik Abdul Bashir | Single match | 09:00  |
| 4                                                         | Beer Money, Inc. (James Storm e Robert Roode) (con Jacqueline) (c) hanno sconfitto The Motor City Machine Guns (Alex Shelley e Chris Sabin)   | Tag team match per il TNA World Tag Team Championship                                                                         | 17:00  |
| 5                                                         | Booker T (con Sharmell) (c) ha sconfitto Christian Cage                                                                                       | Single match per il TNA Legends Championship Come stipulazione del match Cage fu costretto a entrare nel The Main Event Mafia | 11:00  |
| 6                                                         | Kurt Angle ha sconfitto Abyss | Falls Count Anywhere match | 17:00  |
| 7                                                         | Kevin Nash ha sconfitto Samoa Joe | Single match | 12:00  |
| 8                                                         | Sting (c) ha sconfitto A.J. Styles | Single match per il TNA World Heavyweight Championship                                                                        | 15:00  |
| (c) - campione in carica al momento dell'inizio del match | | |        |

### X Division Battle Royal
In riferimento alla prima riga della tabella soprastante.
| Eliminazione | Eliminato          | Eliminato da      |
| ------------ | ------------------ | ----------------- |
| 1            | Sonjay Dutt        | Volador           |
| 2            | Volador            | Jimmy Rave        |
| 3            | Jimmy Rave         | Doug Williams     |
| 4            | Homicide           | Infortunato       |
| 5            | Consequences Creed | Petey Williams    |
| 6            | Petey Williams     | Hiroshi Tanahashi |
| 7            | Hiroshi Tanahashi  | Jay Lethal        |
| 8            | Doug Williams      | Eric Young        |
| 9            | Jay Lethal         | Eric Young        |
|              | Eric Young         | Vincitore         |